# Baia Mare
Baia Mare (Hongaars: Nagybánya; Duits: Frauenbach) is een industrie- en mijnbouwstad in het noorden van Roemenië. Het is de hoofdstad van de provincie Maramureș en regio Maramureș, gewest Transsylvanië en ligt aan de Săsarrivier, die dwars door Baia Mare stroomt.
Baia Mare heeft een eigen vliegveld voor binnenlandse luchtvaart. Vanaf april 2008 wordt de luchthaven ook met die van Wenen verbonden door Austrian Airlines. Ook zijn er treinverbindingen met Satu Mare en Boekarest. Directe wegverbindingen zijn er met de steden Sighet, Satu Mare.
Baia Mare bezit tevens een oude stad, met Piața Libertății als centraal punt. Aan de noordkant bevindt zich een groot park, waar men zicht heeft op de groene heuvels die het natuurlijke decor van de stad vormen.
In 2000 stroomde giftig cyanide de Lăpuș in ten gevolge van een ongeluk in een goudmijn bij Baia Mare, waardoor de Someș en vooral de rivier de Tisza werden vervuild (zie Dambreuk bij Baia Mare).

## Geschiedenis
De winning van erts en mineralen in de bergen heeft Baia Mare en het nabijgelegen Baia Sprie grootgemaakt: het is bekend dat deze bodemschatten al in de Middeleeuwen werden geëxploiteerd. De hoofdstad van Maramureș beleefde in de 19e eeuw een opbloei door de ertswinning en het is nog altijd een stad van mijnwerkers. Baia Mare was in de 14e eeuw tijdelijk een vrijstad, maar later deden de Servische en met name de Hongaarse koningen er hun macht gelden. Opstanden van arbeiders en boeren waren er vooral in de economisch slechte tijden.
In 1918, bij het einde van de Eerste Wereldoorlog, ging de stad van Oostenrijk-Hongaarse in Roemeense handen over.

## Bevolkingssamenstelling
In 2002 had Baia Mare 137.921 inwoners. De de grootste minderheid in de stad zijn Hongaren.
- Roemenen: 114.213 (82,81%)
- Hongaren: 20.467 (14,84%)
- Roma: 2.092 (1,51%)
- Duitsers: 507 (0,36%)
- Overige: 642

Blijkens de volkstelling van 2011 had Baia Mare 123.738 inwoners en was de etnische verdeling als volgt:
- Roemenen: 96.105 (77,67%)
- Hongaren: 12.750(10,30%)
- Roma: 3.107 (2,51%)
- Duitsers: 270 (0,01%)

### Hongaarse gemeenschap
De Hongaarse gemeenschap van de stad heeft eigen instellingen en organisaties. Sinds 1998 is er weer sprake van een zelfstandig Hongaarstalig Lyceum: Németh László Elméleti Liceum. De school heeft circa 300 leerlingen. Verder is de basisschool nr. 11 Hongaarstalig. Er zijn tien kinderopvangcentra met een Hongaarstalige groep. De Hongaren hebben een eigen cultureel centrum, het Teleki Magyar Ház.
In de stad verschijnt verder het Hongaarstalige weekblad Bányavidéki új szó.
Politiek heeft de RMDSZ (Romániai Magyar Demokrata Szövetség), de etnisch Hongaarse partij 2 zetels in de gemeenteraad.

## Bezienswaardigheden
Op het Piața Libertății is er een na de omwenteling van 1989 nog zelden voorkomend type monument: een zuil, bedoeld om de "bevrijding" door de Russen in 1944 te herdenken. 
Achter dit plein staat de 15e-eeuwse Sint-Stefantoren, ooit onderdeel van de niet meer bestaande kathedraal. Vlakbij is een nieuwe kathedraal gebouwd en daarachter ligt het Muzeul de Arta (Kunstmuseum) met een grote collectie schilderijen van in de tweede helft van de 19e eeuw geboren kunstenaars, onder wie de belangrijke groep Hongaren die de kunstenaarskolonie van Nagybánya vormden.
Het Etnografisch museum is gevestigd in een paleisachtig gebouw. Daar vallen er veel houten gebruiksvoorwerpen te zien, waaronder een reusachtige wijnpers die een complete zaal vult. De uitgestalde traditionele kleding is niet alleen maar geschiedenis: deze kleding wordt in Maramureș nog gedragen op zondagen en bij muziek- en dansfestivals. Naast het Etnografisch museum is er een spits kerktorentje dat boven het groen uitsteekt: daar ligt het Muzeul Satului (openluchtmuseum) van Baia Mare. Behalve de kerk staan er huisjes met rieten daken en bewerkte houten poorten.

## Kunstenaarskolonie

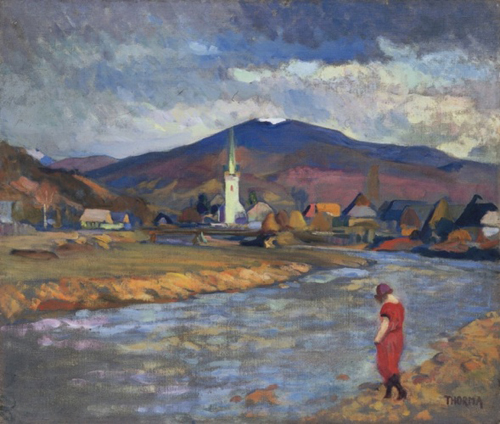
János Thorma: Voorjaar in Nagybánya (1934)
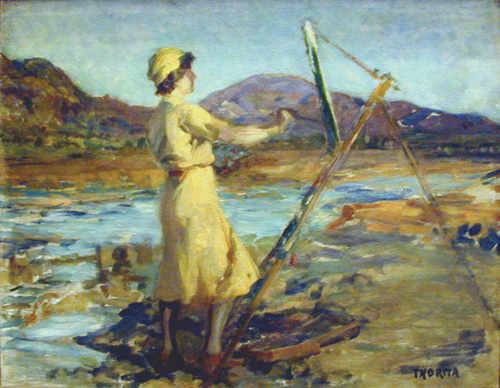
János Thorma: Schilderes (1934)

Nagybánya werd bekend door de naar de stad genoemde kunstenaarskolonie, opgericht door Simon Hollósy. De oprichters van de kunstenaarskolonie waren Simon Hollósy, István Réti, Károly Ferenczy, János Thorma en Béla Iványi-Grünwald. De grotendeels Hongaarse kunstenaarskolonie van Nagybánya (Nagybányai művésztelep) bestond vanaf ongeveer 1896 en hield op te bestaan omstreeks de Tweede Wereldoorlog, van 1896 tot 1937. De school werd gekenmerkt door naturalisme en het schilderen 'en plein air'. Naast Hollósy waren belangrijke kunstenaars János Thorma, István Réti, Béla Iványi Grünwald, István Csók, Oszkár Glatz en Károly Ferenczy. De opvallendste persoonlijke stijl had Károly Ferenczy.
Latere kunstenaars werden de "Neos" genoemd.

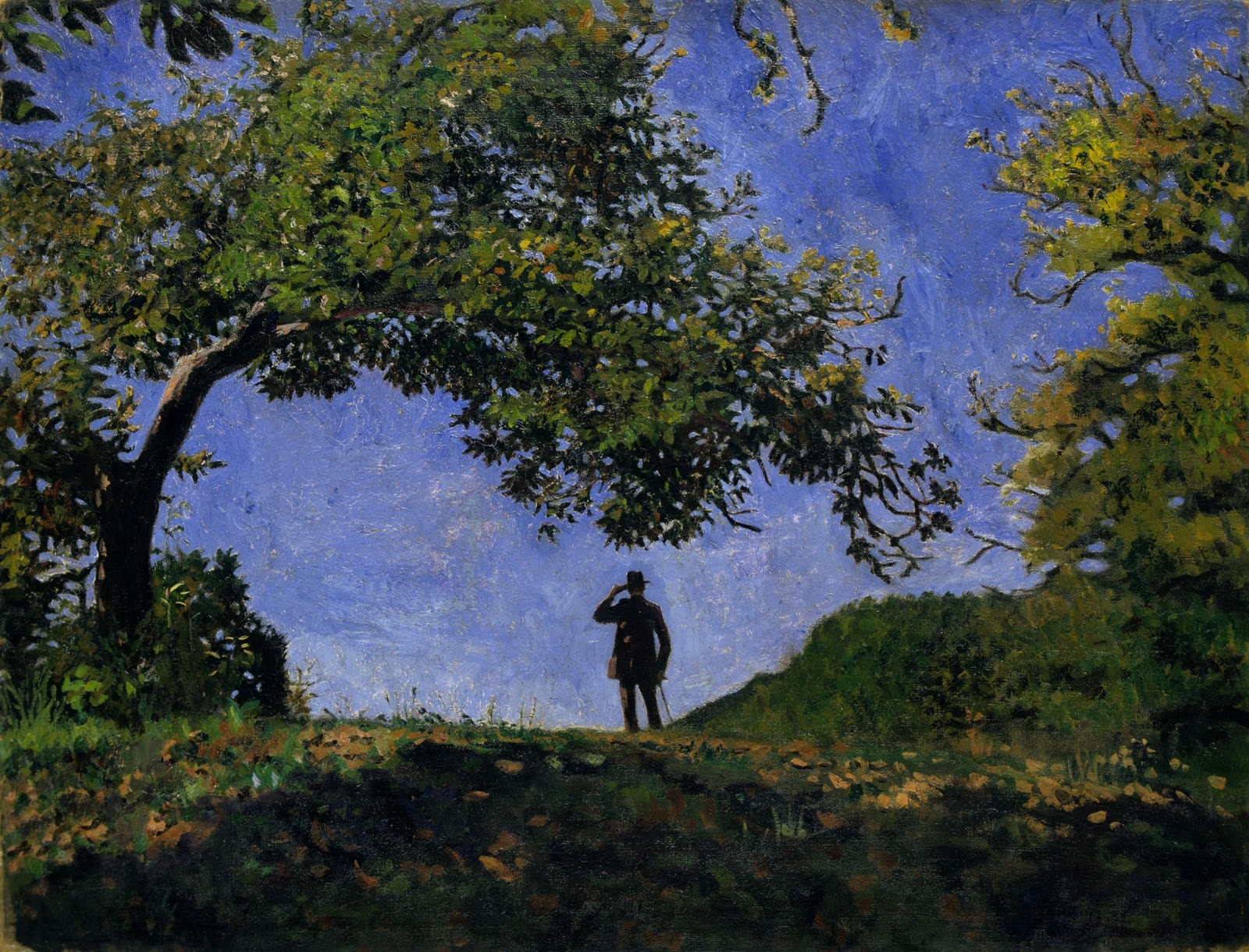
Károly Ferenczy: Op de heuveltop (1901)
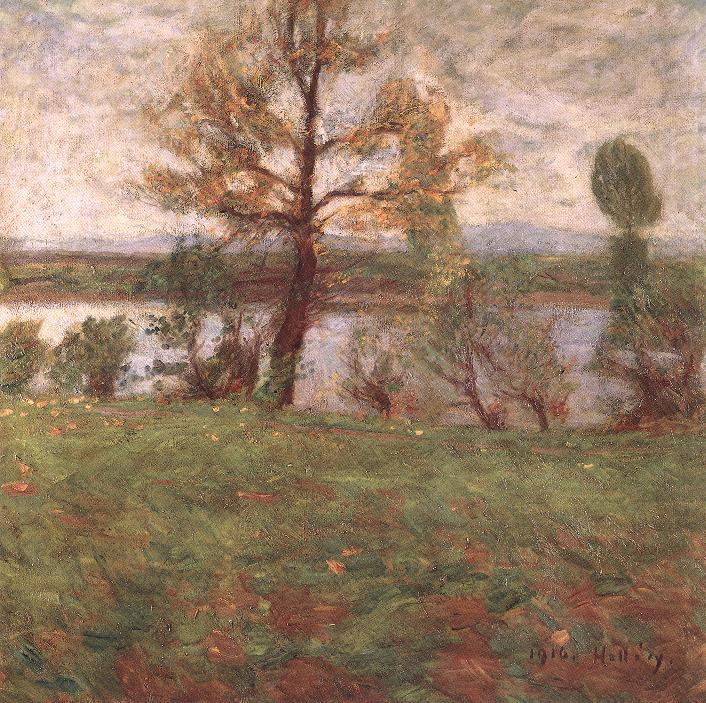
Simon Hollósy: Voorjaarsstemming (Oever van de Tisza), 1912
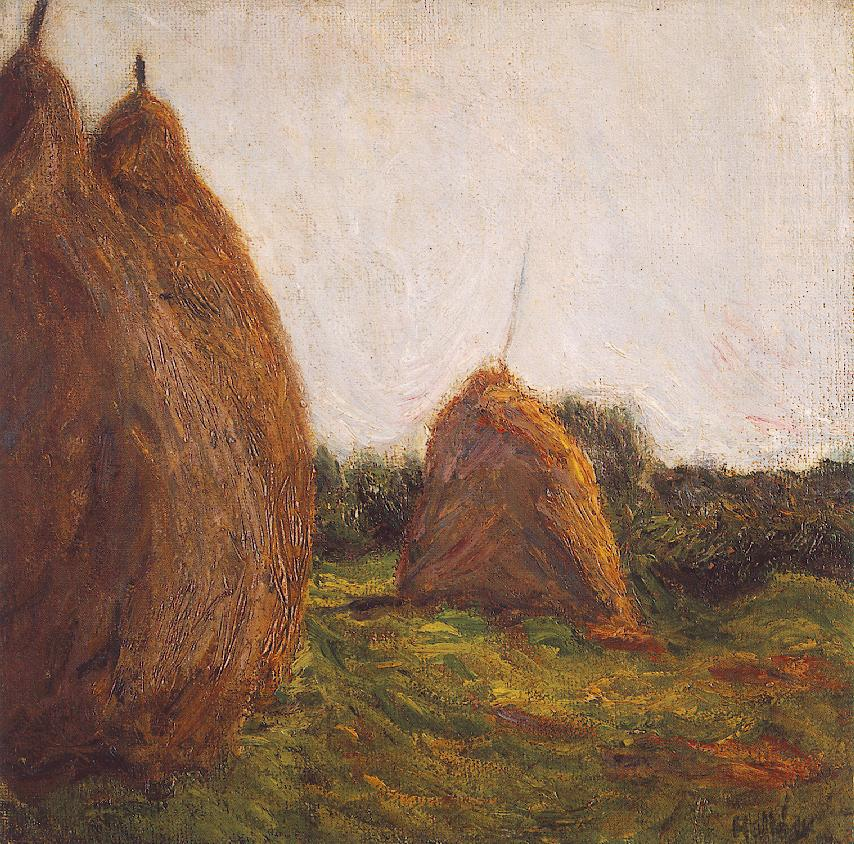
Simon Hollósy: Hooilbulten, 1912

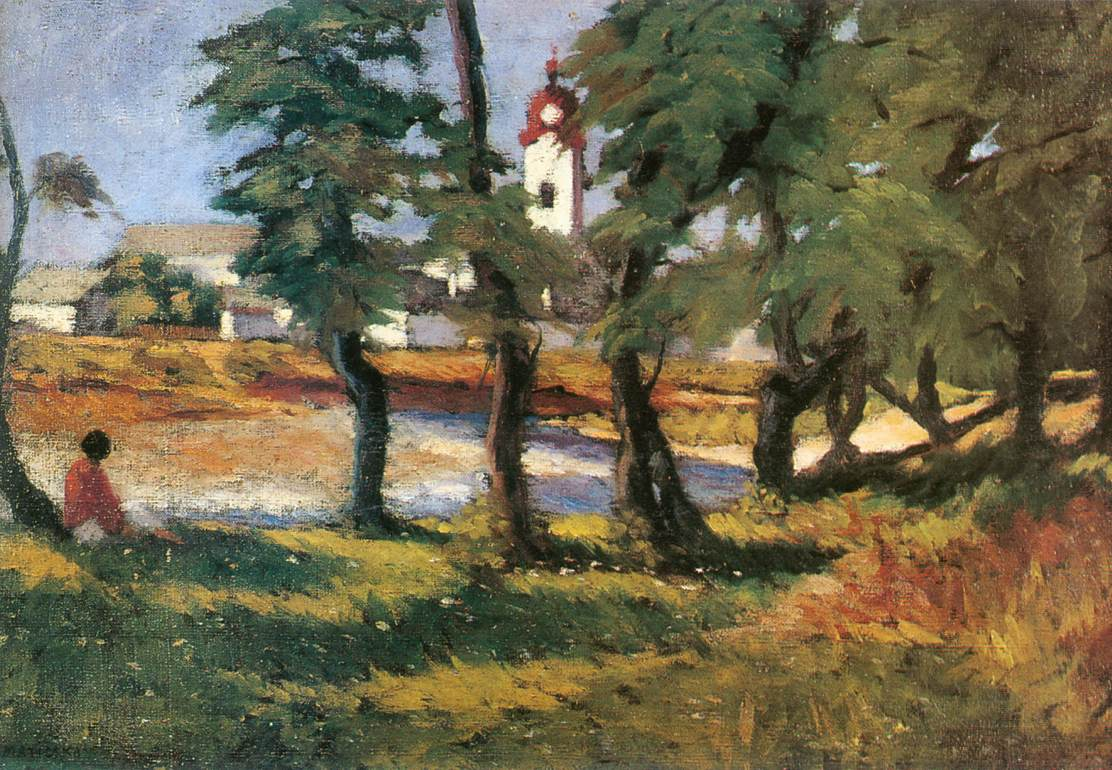
Jenő Maticska: Landschap van Nagybánya
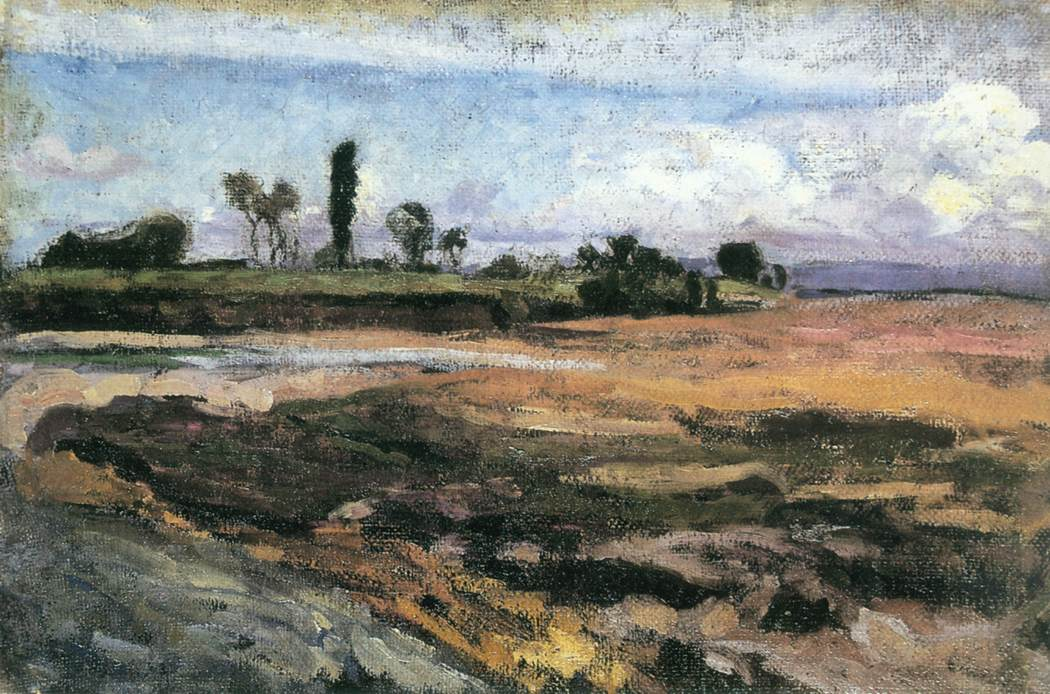
Jenő Maticska: Aan de oever van de Zazar
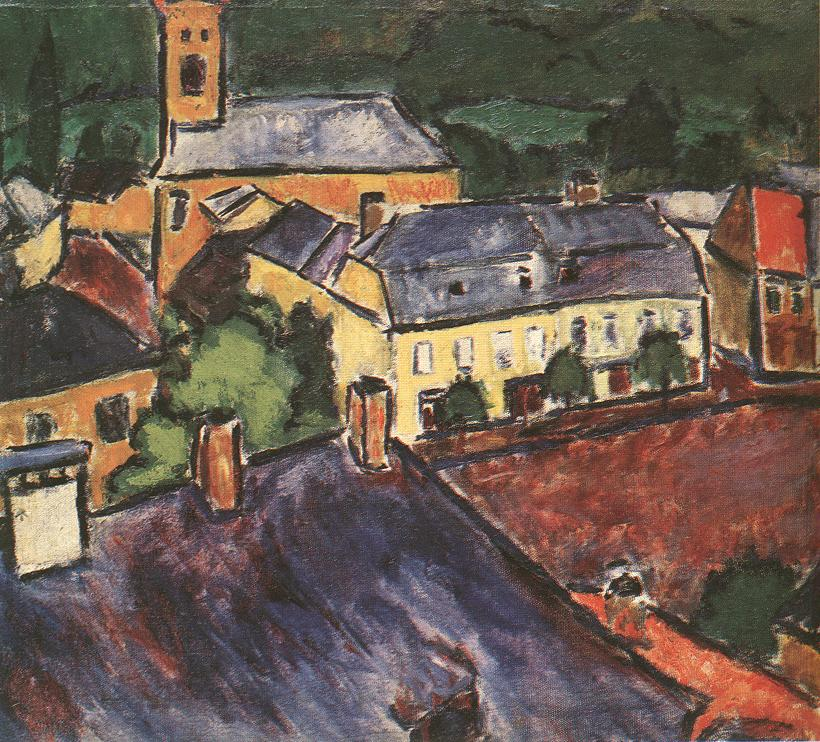
Sándor Galimberti: Nagybánya, ca. 1910

- János Thorma:
Voorjaar in Nagybánya (1934)
- János Thorma:
Schilderes (1934)

## Geboren
- Lucian Mureșan (1931), kardinaal
- Noemi Lung (1968), zwemster
- Cristian Balaj (1971), voetbalscheidsrechter
- Paula Seling (1978), deelnemer Eurovisiesongfestival voor Roemenië
- Claudiu Bumba (1994), voetballer

Alba Iulia · Alexandria · Arad · Bacău · Baia Mare · Bârlad · Bistrița · Botoșani · Brașov · Brăila · Bucureşti (Boekarest) · Buzău · Călărași · Cluj-Napoca · Constanța · Craiova · Deva · Drobeta-Turnu Severin · Focșani · Galați · Giurgiu · Hunedoara · Iași · Mediaș · Oradea · Piatra Neamț · Pitești · Ploiești · Râmnicu Vâlcea · Reșița · Roman · Satu Mare · Sfântu Gheorghe · Sibiu · Slatina · Slobozia · Suceava · Târgoviște · Târgu Jiu · Târgu Mureș · Timișoara · Tulcea · Turda · Vaslui · Zalău